# Xenotachina chongqingensis
Xenotachina chongqingensis är en tvåvingeart som beskrevs av Fan 1992. Xenotachina chongqingensis ingår i släktet Xenotachina och familjen husflugor.
Artens utbredningsområde är Sichuan (Kina). Inga underarter finns listade i Catalogue of Life.